# Departamento de Salavina
Departamento de Salavina är en kommun i Argentina.   Den ligger i provinsen Santiago del Estero, i den norra delen av landet, 800 km nordväst om huvudstaden Buenos Aires.
Trakten runt Departamento de Salavina består i huvudsak av gräsmarker. Runt Departamento de Salavina är det mycket glesbefolkat, med 3 invånare per kvadratkilometer.